# Sérvia e Montenegro
Sérvia e Montenegro (em sérvio:  Србија и Црна Гора, transl. Srbija i Crna Gora), oficialmente União Estatal da Sérvia e Montenegro (em sérvio:  Државна заједница Србија и Црна Гора, transl. Državna zajednica Srbija i Crna Gora), é uma antiga união estatal composta pelas repúblicas da Sérvia e Montenegro. Existiu de 4 de fevereiro de 2003 até 21 de maio de 2006 quando Montenegro votou pela independência num referendo. Sérvia e Montenegro era um país europeu sucessor da República Federal da Iugoslávia (RFI). O centro administrativo era Belgrado e o Tribunal Federal estava localizado em Podgoritza. A Sérvia e Montenegro fazia fronteira com a Hungria ao norte, Croácia, Bósnia e Herzegovina (Republika Srpska) e Itália (fronteira marítima) a oeste, Romênia e Bulgária a leste, e Albânia e República da Macedônia ao sul. A existência da Sérvia e Montenegro foi regulamentada através da Carta Constitucional da Sérvia e Montenegro adotada em 4 de fevereiro de 2003.

## História

### Motivos para a Remodelação
Quando a República Federal da Iugoslávia foi proclamada em 1992, as Nações Unidas e muitos países individuais (especialmente Estados Unidos) não quiseram reconhecê-lo como um estado sucessor da República Socialista Federativa da Iugoslávia, embora o reconhecessem como um estado. A RFI não era membro da ONU até as mudanças de 5 de outubro de 2000, e foi aceito por decisão unânime da Assembleia Geral da ONU em 1 de novembro de 2000. No entanto, a existência da RFI já era questionada nessa altura. Milo Đukanović e o Governo do Montenegro desde não estavam satisfeitos com a autonomia e defenderam a separação da Sérvia e a independência do Estado. O governo de Montenegro trabalhou na independência (ao introduzir o marco alemão como meio de pagamento em Montenegro, ao criar controles policiais na fronteira com a Sérvia, e recusou-se a aceitar o estado de emergência e o estado de guerra no seu território durante o bombardeamento da OTAN em 1999).
Desde a mudança de regime na Sérvia em 2000, Montenegro exigiu uma independência mais aberta, com a eventual reorganização da federação numa "União de duas repúblicas independentes reconhecidas internacionalmente". O novo governo federal, que consistia na Oposição Democrática da Sérvia (DOS) e no partido de oposição montenegrino Partido Popular Socialista de Montenegro, insistiu que a questão da reorganização comunitária não fosse levantada até ao final das eleições parlamentares republicanas na Sérvia, em 23 de dezembro de 2000, porque com a independência de Montenegro, o DOS perderia o único poder que tinha conquistado até então - o federal, o que talvez abriria caminho para o ex-presidente da Sérvia e Iugoslávia, Slobodan Milošević, suspender as eleições através da maioria parlamentar na assembleia republicana e restabelecer os seus fatores de controle. Embora este desejo tenha sido concretizado, as tensões entre as duas repúblicas aprofundaram-se logo após a formação do governo de Zoran Đinđić pela anexação de grande parte do último território disputado das guerras iugoslavas — Prevlaka à Croácia, e não à Montenegro, porque os montenegrinos culparam parcialmente os negociadores sérvios da delegação federal que mostraram indiferença durante as negociações.

### Remodelação
Durante 2001, intensificaram-se as negociações entre as duas repúblicas, que foram conduzidas principalmente em Belgrado e na península montenegrina de Sveti Stefan. No entanto, todos mantiveram a sua posição: o Montenegro insistiu na independência de ambas as repúblicas, enquanto a Sérvia exigiu apenas mudanças cosméticas dentro da RFI, ou a independência completa de ambas as repúblicas. As negociações foram interrompidas e a agitação começou em dezembro de 2001, quando a União Europeia aderiu às negociações, que exigiam que a Sérvia e Montenegro permanecessem num estado comum. Finalmente, a Sérvia e o Montenegro em 14 de março de 2002, concluíram um novo acordo sobre a continuação da cooperação, que, entre outras coisas, aboliu o nome "Iugoslávia" e chamou a nova união estatal de União Estatal da Sérvia e Montenegro. O acordo foi assinado pelos líderes de ambas as repúblicas e Javier Solana da União Europeia. De acordo com a redação, ficou claro que a nova comunidade estará mais próxima do status de União política, uma forma de comunidade muito mais flexível do que a federação anterior.
Em 4 de fevereiro de 2003, ambas as câmaras da Assembleia Federal da RFI adoptaram a Carta Constitucional da União Estatal da Sérvia e Montenegro, que foi escrita há vários meses e que foi anteriormente adoptada por ambos os parlamentos republicanos. A honra de declarar um novo estado foi dada ao anterior presidente do Conselho de Cidadãos da Assembleia Federal - Dragoljub Mićunović. O Artigo 25 da Carta Constitucional permitiu que cada república membro organizasse um referendo sobre a independência após três anos. O Montenegro, como foi dito, utilizou esse direito com sucesso.

### Mudanças em relação à República Federal da Iugoslávia
Com a nova carta constitucional, foi abolida a eleição direta das instituições do Estado conjunto: a assembleia foi eleita por delegação igualitária de ambas as assembleias republicanas, o presidente foi eleito na assembleia e foi também o presidente do Conselho de Ministros, órgão que substituiu o Governo Federal. Estas instituições tinham apenas alguns poderes, principalmente em política externa, porque os restantes poderes foram transferidos para instituições republicanas. A Assembleia da Sérvia e Montenegro adoptou apenas leis relacionadas com direitos humanos, política externa e ratificou vários acordos. O estatuto de capital foi abolido e, em vez disso, Belgrado tornou-se um centro administrativo, com quase todas as instituições comuns. E o Tribunal Constitucional da Sérvia e Montenegro com sede em Podgoritza, que nunca foi constituído. 

Bandeira proposta para Sérvia e Montenegro

Após a formação da União Estatal da Sérvia e Montenegro, a bandeira tricolor iugoslava seria substituída por uma nova bandeira de compromisso. O Artigo 23 da Lei de Implementação da Carta Constitucional afirmava que uma lei especificando a nova bandeira deveria ser aprovada no prazo de 60 dias após a primeira sessão do novo parlamento conjunto. Entre as propostas de bandeiras, a escolha popular foi uma bandeira com um tom de azul entre o tricolor sérvio e o tricolor montenegrino de 1993 a 2004. A tonalidade Pantone 300C foi percebida como a melhor escolha. No entanto, o parlamento não conseguiu votar a proposta dentro do prazo legal e a bandeira não foi adoptada. Em 2004, o Montenegro adoptou uma bandeira radicalmente diferente, à medida que o seu governo com tendência para a independência procurava distanciar-se da Sérvia. As propostas para uma bandeira de compromisso foram abandonadas depois disso e a União da Sérvia e Montenegro nunca adotou uma bandeira.
Um destino semelhante se abateu sobre o futuro hino e brasão do país; o artigo 23 acima mencionado também estipulava que uma lei determinando a bandeira e o hino da União Estatal deveria ser aprovada até o final de 2003. A proposta oficial para um hino estadual era uma peça combinada que consistia em uma estrofe do antigo (agora atual) hino nacional sérvio "Bože pravde" seguida por uma estrofe da canção folclórica montenegrina, "Oj, svijetla majska zoro". Esta proposta foi abandonada após alguma oposição pública, nomeadamente do Patriarca Sérvio Pavle. Outro prazo legal passou e nenhum hino estadual foi adotado. Nunca foram apresentadas propostas sérias para o brasão, provavelmente porque o brasão da RFI, adoptado em 1994, combinando elementos heráldicos sérvios e montenegrinos, foi considerado adequado.
Assim, a União Estatal nunca adoptou oficialmente símbolos estatais e continuou a usar a bandeira e o hino nacional da República Federativa da Iugoslávia por inércia até à sua dissolução em 2006.

### Dissolução gradual
No dia 25 de abril de 2005, O Conselho de Ministros da União Europeia confirmou o estudo positivo sobre a viabilidade das negociações sobre a conclusão do Acordo de Estabilização e Associação com a Sérvia e Montenegro. O estudo previu o princípio de uma "via dupla" na união de dois estados membros, e não se refere ao território do Kosovo e Metohija. No final daquele ano, a liderança montenegrina começou a lembrar o seu direito de organizar um referendo no ano seguinte anos. A Sérvia insistiu que a União Europeia fosse incluída no processo do referendo, a fim de pelo menos prolongá-lo, porque a interpretação errada da resolução 1244 afirmava que o Kosovo se tornaria uma república independente quando Montenegro o faz, porque a resolução afirma que o Kosovo continua a ser parte integrante da RFI, não a Sérvia.
A União Europeia nomeou o eslovaco Miroslav Lajčak como o principal representante em conexão com o referendo montenegrino, e a proposta da Comissão para a Democracia através do Direito (Comissão de Veneza) de que a maioria necessária para a independência do Montenegro deveria ser de 55% do eleitores foi aceito. Na campanha pré-referendo, os partidos no poder DPS e SDP fizeram lobby pela independência, incluindo, ironicamente, o presidente, Svetozar Marović, e contra o SNP, o Narodna Stranka e outros partidos pró-sérvios. Embora a Sérvia se tenha comprometido a não interferir, o primeiro-ministro Vojislav Koštunica e vários intelectuais reuniram-se na reunião da coligação pró-sérvia do Montenegro, que teve lugar em Belgrado, e forneceram-lhes apoio.
No domingo, 21 de maio de 2006, os montenegrinos votaram em um referendo sobre a independência, com 55,5% apoiando a independência. Foram necessários cinquenta e cinco por cento ou mais de votos afirmativos para dissolver a confederação e a Iugoslávia. A participação foi de 86,3% e 99,73% dos mais de 477 mil votos expressos foram considerados válidos.
Dois dias depois, no dia 5 de junho de 2006, a Assembleia Nacional da República da Sérvia declarou a Sérvia uma república soberana e sucessora da Sérvia e Montenegro e, assim, encerrou formalmente a existência da união estatal, e no mesmo dia o Governo da República da Sérvia reconheceu a independência do Montenegro. Ambos os países receberam reconhecimento internacional e foram admitidos separadamente na ONU em julho daquele ano. A questão dos acordos internacionais ratificados pela RFI e pela Sérvia e Monenegro foi resolvida decidindo que se referem ao sucessor legal e formal da comunidade - a Sérvia, e o Montenegro os assinou num procedimento acelerado. As equipes esportivas permaneceram juntas em diversas modalidades até o final daquele ano, com as características antigas.
A subsequente proclamação da independência do Montenegro em 3 de junho de 2006 e a proclamação da independência da Sérvia em 5 de junho puseram fim à confederação da Sérvia e Montenegro e, portanto, aos últimos vestígios remanescentes da antiga Iugoslávia.

## Política
Após a reconstituição da federação como União Estadual, foi criada a nova Assembleia da União Estatal. Era unicameral e composto por 126 deputados, dos quais 91 eram da Sérvia e 35 eram de Montenegro. A Assembleia reuniu-se no edifício da antiga Assembleia Federal da Iugoslávia, que hoje alberga a Assembleia Nacional da Sérvia.
Em 2003, após as mudanças constitucionais e criação da União Estatal da Sérvia e Montenegro, foi eleito um novo Presidente da Sérvia e Montenegro. Foi também presidente do Conselho de Ministros da Sérvia e Montenegro. Svetozar Marović foi o primeiro e último presidente da Sérvia e Montenegro até a sua dissolução em 2006.
Em 12 de abril de 1999, a Assembleia Federal da RF Iugoslávia aprovou a "Decisão sobre a adesão da RFI ao Estado da União da Rússia e da Bielorrússia". O sucessor legal desta decisão é a República da Sérvia.

## Divisões Administrativas

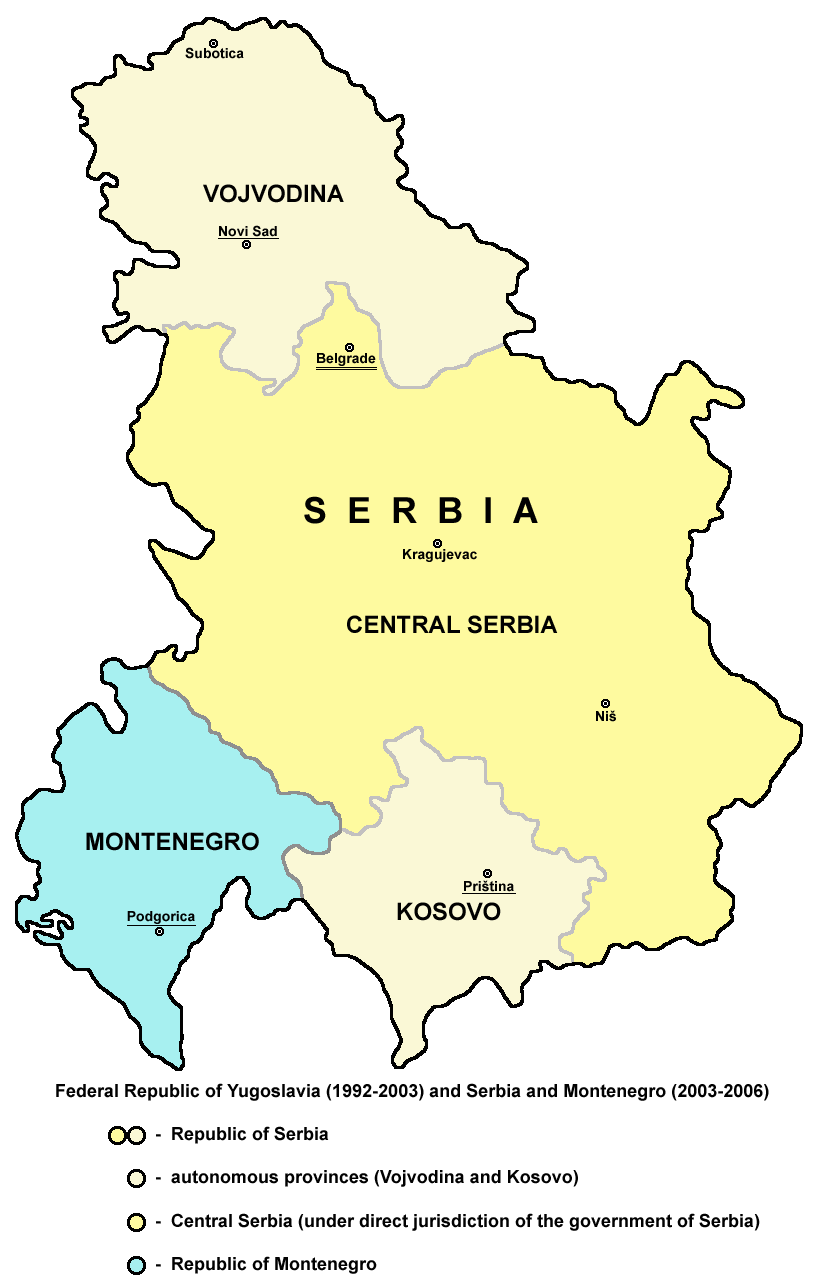
Mapa das subdivisões territoriais da Sérvia e Montenegro

A RF Iugoslávia era composta por quatro unidades políticas principais, consistindo em duas Repúblicas e duas Províncias Autônomas subordinadas, como segue:
- A República da Sérvia (capital: Belgrado), incluindo a Sérvia Central;
  - Kosovo e Metohija — Província autônoma dentro da Sérvia (capital: Pristina). Sob administração das Nações Unidas desde junho de 1999 nos termos do Acordo de Kumanovo.
  - Voivodina, província autônoma dentro da Sérvia (capital: Novi Sad).
- A República de Montenegro (capital: Podgorica).

| Nome                                                      | Capital                        | Bandeira | Brasão |
| República da Sérvia - PA Kosovo e Metohija - PA Voivodina | Belgrado - Pristina - Novi Sad |          |        |
| República de Montenegro                                   | Podgorica                      |          |        |

### Sérvia
A organização territorial da República da Sérvia foi regulamentada pela Lei sobre Organização Territorial e Autogoverno Local, adoptada na Assembleia da Sérvia em 24 de julho de 1991. Nos termos da Lei, os municípios, cidades e povoações constituem as bases da organização territorial.
A Sérvia foi dividida em 195 municípios e 4 cidades, que eram as unidades básicas da autonomia local. Tinha duas províncias autónomas: Kosovo e Metohija no sul (com 30 municípios), que esteve sob a administração da UNMIK depois de 1999, e Voivodina no norte (com 46 municípios e 1 cidade). O território entre Kosovo e Voivodina foi denominado Sérvia Central. A Sérvia Central não era uma divisão administrativa por si só e não tinha governo regional próprio.
Além disso, havia quatro cidades: Belgrado, Niš, Novi Sad e Kragujevac, cada uma com assembleia e orçamento próprios. As cidades compreendiam vários municípios, divididos em “urbanos” (na própria cidade) e “outros” (suburbanos). As competências das cidades e seus municípios foram divididas.
Os municípios foram reunidos em distritos, que são centros regionais de autoridade estatal, mas não possuem assembleias próprias; apresentam divisões puramente administrativas e abrigam diversas instituições estatais, como fundos, agências e tribunais. A República da Sérvia era então e ainda hoje está dividida em 29 distritos (17 na Sérvia Central, 7 na Voivodina e 5 no Kosovo, hoje extintos), enquanto a cidade de Belgrado apresenta um distrito próprio.

### Montenegro
Montenegro foi dividido em 21 municípios.

## Geografia
Sérvia e Montenegro tinham uma área de 102 350 quilômetros quadrados, com 199 quilômetros de litoral. O terreno das duas repúblicas é extremamente variado, com grande parte da Sérvia composta por planícies e colinas baixas (exceto na região mais montanhosa do Kosovo e Metohija) e grande parte do Montenegro constituída por altas montanhas. A Sérvia é totalmente sem litoral, sendo a costa pertencente ao Montenegro. O clima é igualmente variado. O norte tem clima continental (invernos frios e verões quentes); a região central apresenta uma combinação de clima continental e mediterrâneo; a região sul tinha um clima Adriático ao longo da costa, com as regiões do interior apresentando verões e outonos quentes e secos e invernos relativamente frios com fortes nevascas no interior.
Belgrado, com sua população de 1 574 050 habitantes, é a maior cidade das duas nações: e a única de tamanho significativo. As outras principais cidades do país eram Novi Sad, Niš, Kragujevac, Podgorica, Subotica, Pristina e Prizren, cada uma com populações de cerca de 100 000 a 250 000 pessoas.

## Economia
A má gestão da economia durante o longo período de sanções econômicas, e os danos sofridos pela infraestrutura e pela indústria iugoslavas durante os bombardeamentos da OTAN, cortaram a economia pela metade a partir da década de 1990. Desde a derrubada do ex-presidente, Slobodan Milošević, em outubro de 2000, o governo de coligação DOS introduziu medidas de estabilização e iniciou um programa agressivo de recuperação do mercado. Depois de renovar a sua adesão ao Fundo Monetário Internacional em dezembro de 2000, a Iugoslávia continuou a reintegrar-se na comunidade internacional, juntando-se novamente ao Banco Mundial (BIRD) e ao Banco Europeu de Reconstrução e Desenvolvimento (BERD). O Banco Mundial e a Comissão Europeia patrocinaram uma conferência de doadores realizada em junho de 2001, que angariou 1,3 mil milhões de dólares para a reestruturação econômica. Um acordo de reestruturação do Clube de Paris no valor de 4,5 mil milhões de dólares foi concluído em novembro de 2001; foi acordada a anulação de 66% da dívida; um acordo semelhante para aliviar a dívida comercial de 2,8 mil milhões de dólares ao Clube de Londres foi alcançado em julho de 2004; 62% da dívida foi amortizada.
Montenegro separou a sua economia da administração federal durante a era Milošević. Agora, ambas as repúblicas têm bancos centrais separados e moedas diferentes — o Montenegro utiliza o euro, enquanto na Sérvia o dinar é o meio de pagamento oficial. As duas repúblicas também têm diferentes níveis aduaneiros, orçamentos de estado, ministérios do interior e governos separados.
No Kosovo e em Metohija, os meios de pagamento oficiais eram o dinar e o euro, e a UNMIK cobrava impostos e geria o orçamento.
A complexidade das relações políticas na Sérvia e Montenegro, o lento progresso nas privatizações e a estagnação da economia europeia dificultam o progresso da economia da Sérvia e Montenegro. Os acordos com o FMI, especialmente os requisitos de disciplina fiscal, são um elemento importante na formação da política económica. A elevada taxa de desemprego continua a ser um problema económico fundamental. A corrupção é também um problema grave, com uma grande parte do mercado paralelo e um elevado grau de envolvimento criminoso na economia.

## Demografia

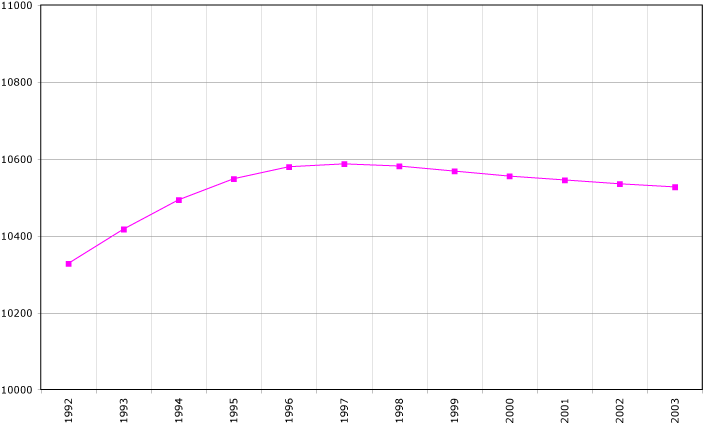
Evolução demográfica da Sérvia e Montenegro na última década

A Sérvia e Montenegro era demograficamente mais diversificada do que a maioria dos outros países europeus. De acordo com o censo de 1991, as nacionalidades mais representadas são os sérvios (62,6%), os albaneses (16,5%) e os montenegrinos (5%). Há também populações significativas de húngaros, ciganos, búlgaros, macedônios, romenos e outros povos românicos orientais (incluindo aromenos e valacos), e dezenas de outros povos eslavos — bósnios, croatas, rutenos, eslovacos, muçulmanos e iugoslavos. Um certo número de cidadãos declaram-se egípcios e ascális. Estes dois grupos eram anteriormente considerados ciganos, que se acreditava terem origem nos atuais Egito e Israel. A maior parte da diversidade étnica recai sobre Kosovo, Metohija e Voivodina. Uma grande população albanesa encontra-se principalmente na Sérvia, principalmente no Kosovo e Metohija, com números menores nos municípios de Preševo e Bujanovac, e no sudeste de Montenegro (município de Ulcinj).

## Feriados
| Data           | Nome                                       |
| -------------- | ------------------------------------------ |
| 1º de janeiro  | Dia de Ano Novo                            |
| 7 de janeiro   | Natal Ortodoxo                             |
| 27 de janeiro  | Festa de São Sava – Dia da Espiritualidade |
| 27 de abril    | Dia da Constituição                        |
| 29 de abril    | Sexta-feira Santa Ortodoxa                 |
| 1° de Maio     | Páscoa Ortodoxa                            |
| 1° de Maio     | Dia do Trabalho                            |
| 2 de Maio      | Segunda-feira de Páscoa Ortodoxa           |
| 9 de Maio      | Dia da Vitória                             |
| 28 de Junho    | Vidovdan (Dia do Mártir)                   |
| 29 de Novembro | Dia da República                           |

Feriados celebrados apenas na Sérvia
| Data            | Nome                    |
| --------------- | ----------------------- |
| 15 de Fevereiro | Sretenje (Dia Nacional) |

Feriados celebrados apenas em Montenegro
| Data        | Nome          |
| ----------- | ------------- |
| 13 de Julho | Dia do Estado |

## Esportes

### Associação de Futebol

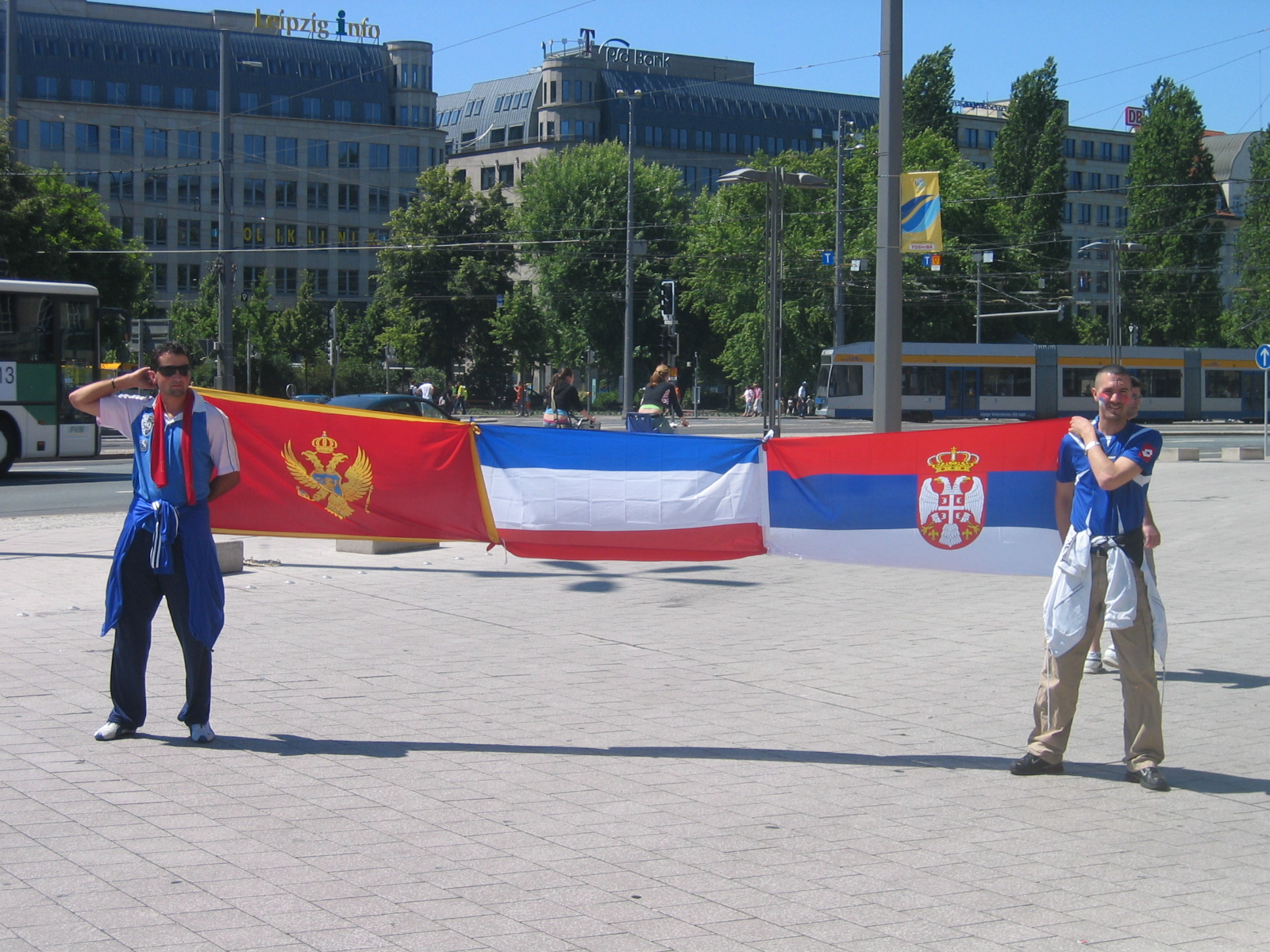
Torcedores da seleção nacional de futebol durante a Copa do Mundo FIFA de 2006

A Sérvia e Montenegro, foi considerada pela FIFA e pela UEFA como o único estado sucessor da Iugoslávia e sua seleção.
Sérvia e Montenegro foram representados por uma única seleção nacional na Copa do Mundo FIFA de 2006, apesar de terem se separado formalmente poucas semanas antes de seu início. O elenco final foi formado por jogadores nascidos na Sérvia e Montenegro.
Eles jogaram sua última partida internacional em 21 de junho de 2006, uma derrota por 3 a 2 para a Costa do Marfim. Após a Copa do Mundo, esta seleção foi herdada pela Sérvia, enquanto uma nova seria organizada para representar Montenegro em futuras competições internacionais.

### Basquetebol

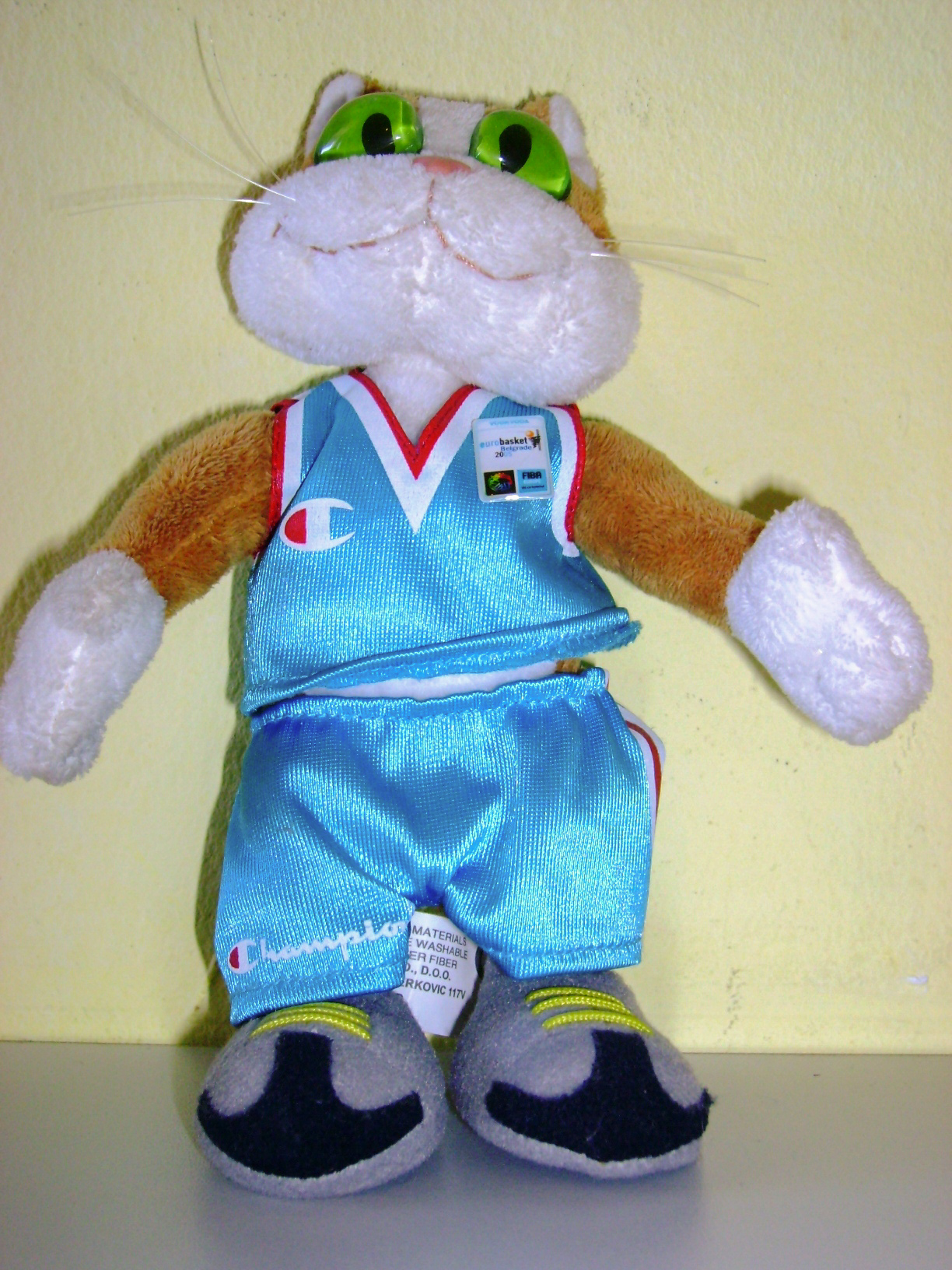
Mascote do EuroBasket 2005, organizado pela Sérvia e Montenegro

A Sérvia e Montenegro foi representada por uma única equipe no Campeonato Mundial da Fiba de 2006, embora o torneio tenha sido disputado em meados/final de agosto e início de setembro daquele ano, e a separação Sérvia-Montenegro tenha ocorrido em maio. Essa equipe também foi herdada pela Sérvia após o torneio, enquanto Montenegro criou posteriormente uma seleção nacional sênior de basquete, bem como suas próprias seleções em todos os outros esportes coletivos.

## Entretenimento
A Sérvia e Montenegro foram representadas após a sua dissolução formal no concurso Miss Terra 2006 por uma única delegada, Dubravka Skoric.
A Sérvia e Montenegro também participou no Festival Eurovisão da Canção em duas ocasiões e no Festival Eurovisão da Canção Júnior 2005 apenas numa ocasião. O país estreou no Festival Eurovisão da Canção com o nome de Sérvia e Montenegro em 2004, quando Željko Joksimović ficou em segundo lugar. A próxima a seguir foi a boyband montenegrina No Name. Em 2006, ano da independência montenegrina, o país Sérvia e Montenegro não teve representante devido ao escândalo no Evropesma 2006, mas ainda pôde votar tanto na semifinal quanto na final.